# Mexikói-barlang
A Mexikói-barlang az egyik olyan elpusztított barlang, amelyet kőbányászat semmisített meg. A Bükk-vidék területén nyílt a bejárata és régészeti, valamint őslénytani leletek kerültek elő belőle.

## Leírás
A Bükk-vidéken található Mexikó-völgy (más néven Tatár-árok) meredek északnyugati oldalában, a forrás feletti szirtben (a forrástól körülbelül 80 méterrel magasabban), a Mexikói-sziklaodútól balra, attól kicsivel lejjebb nyílt a bejárata. A miskolci Óhuta határában volt megtalálható. Régészeti és őslénytani (barlangi medve, barlangi hiéna, óriásszarvas és barlangi oroszlán) leletek kerültek elő belőle. A régészeti lelőhely-azonosító száma 16742.
Előfordul irodalmában Mexico-barlang (Varga 2013), Mexicói barlang (Schőnviszky 1937), Mexikói barlang (Mayerfelsi Maier 1926), Mexikói sziklaüreg (Kadić 1929), Mexikó-völgyi-barlang (Dely 1970) – ezen a néven a Mexikó-völgyi-víznyelőbarlangról is írtak –, Mexikóvölgyi-barlang (Mottl 1938) és Mexikóvölgyi barlang (Kordos 1984) neveken is. 1970-ben volt először Mexikói-barlangnak nevezve a barlang az irodalmában (Dely 1970) és ez a név a Mexikó-völgyi-víznyelőbarlang irodalmában is előfordul. A 2003-ban megjelent Magyarország fokozottan védett barlangjai című könyvben, a Tatár-árki-barlang egyik névváltozata a Mexikóvölgyi-barlang (Ferenczy 2003) név, de ez a korábbi irodalmi adatok alapján a Mexikói-barlang egyik régi neve.

## Kutatástörténet
Mayerfelsi Maier István Barlangvilágban megjelent tanulmányában az olvasható, hogy Hillebrand Jenő Saád Andor segítségével 1925-től 1926 nyaráig ásatást végzett a barlangban. Mexikói barlang néven szerepel a publikációban. Kadić Ottokár ekkor megjelent írásából azt tudható még meg az ásatásról, hogy sok pleisztocén emlőscsontot és őskőkorszaki kőszilánkot találtak. Az ásatást a Miskolci Múzeum támogatta és Kadić Ottokár szerette volna, hogy az ásatás folytatódjon és a fellelt kőszilánkok kora legyen meghatározva.
Az 1976-ban megjelent, Bertalan Károly és Schőnviszky László által összeállított Magyar barlangtani bibliográfia barlangnévmutatójában szerepel a Bükk hegységben lévő, diósgyőri barlang Mexikói-barlang néven. A barlangnévmutatóban fel van sorolva 9 irodalmi mű, amelyek foglalkoznak a barlanggal.
Az 1976-ban befejezett Magyarország barlangleltára című kéziratban az olvasható, hogy a Bükk hegységben, Bükkszentlászlón lévő Mexikói-barlang további nevei Mexikó-völgyi-barlang és Mexikói-sziklaüreg. A Tatár-árok bal partján fakadó forrás feletti szirtben, 270 m tszf. magasságban van a szűk bejárata. A bonyolult, hasadékok mentén keletkezett barlang 50 m hosszú. A kézirat barlangra vonatkozó része 2 irodalmi mű alapján lett írva.
Az 1977-ben kiadott Bükk útikalauz szerint Hillebrand Jenő ásatásakor barlangi medve és barlangi hiéna csontjaival együtt őskori tűzhelymaradványok és a korai szeleta-kultúra kőeszközei kerültek elő, valamint az is olvasható a könyvben, hogy azóta a barlang, amelynek a kiadványban Mexikó-völgyi-barlang a neve, egy része kőfejtés következtében elpusztult. Az 1984-ben megjelent Magyarország barlangjai című könyv országos barlanglistájában szerepel a Bükk hegységben lévő barlang Mexikói-barlang néven Mexikóvölgyi barlang és Mexikói sziklaüreg névváltozatokkal. A listához kapcsolódóan látható az Aggteleki-karszt és a Bükk hegység barlangjainak földrajzi elhelyezkedését bemutató 1:500 000-es méretarányú térképen a barlang földrajzi elhelyezkedése.
1985. április 22-én Székely Kinga az irodalmi törzslapjára azt írta, hogy az 1985. áprilisi ismételt terepbejárás alapján a barlangot valószínűleg a kőbánya megsemmisítette. A 2013-ban publikált és Varga Gábor által írt tanulmányban a Borsod-Abaúj-Zemplén megyében lévő Miskolcon elhelyezkedő és 16742 lelőhely-azonosítójú Mexico-barlang a teljesen feltárt és elpusztult barlangi régészeti lelőhelyek közé van sorolva.

## További irodalom
- Czenthe Huba: A Bükk-hegység barlangjai. Kézirat (szakdolgozat). Eger, 1965. 81. old. (A kézirat megtalálható a KvVM Barlang- és Földtani Osztályon.)
- Dancza János: A barlangkutatás. Az ősember lakhelyei a Bükk hegységben. Természetbarát, 1931. (19. évf.) jan.–febr. 5–6. old., márc.–máj. 4–5. old., jún.–júl. 5–6. old., aug.–szept. 3–4. old., okt.–dec. 5–6. old.
- Dancza János: A Subalyuk ősembere I-II. Természetbarát, 1932. (20. évf.) júl.–aug. 2–3. old., 1932. nov.–dec. 2–3. old.
- Hillebrand Jenő: Über neuere Funde aus dem ungarischen Paläolithikum. Die Eiszeit, 1926. (3. köt.) Leipzig. 3–5. old.
- Kadić Ottokár: A jégkor embere Magyarországon. Az összes magyarországi leletek összefoglaló ismertetése. Der Mensch zur Eiszeit in Ungarn. Zusammenfassende darstellung sämtlicher funde des eiszeitlichen menschen in Ungarn. (Német nyelven.) A Magyar Királyi Földtani Intézet Évkönyve, 1934. (30. köt.) 1. füz. 26–27. oldal (Magyar nyelven 11., 24. oldalak.)
- Mottl Mária: Faunen, Flora und Kultur des ungarischen Solutréen. Quartär, 1938. (1. köt.) Berlin. 36–54. old.